# Chattere
Chatterne (eller Chattherne, Catterne) var en germansk stamme, som holdt til i området omkring øvre del af floden Weser. De var bosatte i det centrale og nordlige Hessen og i det sydlige Niedersachsen, langs øvre del af floden Weser og i dalene og bjergene i Eder- og Fulda-regionerne, et distrikt som modsvarer Hessen-Kassel, men trolig noget mere omfattende. Ifølge Tacitus, tilhørte bataverne denne folkegruppe indtil, at interne stridigheder gjorde, at de blev fordrevne og bosatte sig ved mundingen af Rhinen.

## Historie
Chatterne modstod indlemmelse i Romerriget og sluttede sig til cheruskernes leder Arminius i stamme-koalitionen, som udslettede legionerne under Publius Quinctilius Varus i 9 e.Kr. i slaget ved Teutoburgerskogen. Senere, i 15 e.Kr., kom Germanicus og raidet deres landområder som hævn, men Rom endte med som svar på chatternes krigsførelse til forsvar af deres uafhængighed at bygge grænsefæstninger langs den sydlige grænse af deres landområder i det centrale Hessen i løbet af de første år af det første århundrede. Et stort militært udfald af chatterne ind i Germania Superior blev slået tilbage af romerske legioner i 50 e.Kr.
Romerske kilder omtaler byen Mattium ved floden Eder som chatternes hovedstad. Byen blev ødelagt af Germanicus og beliggenheden er ikke kendt i dag, men den antages at have ligget i nærheden af Fritzlar nord for floden Eder.
Ifølge Tacitus var chatterne disiplinerede krigere og berygtede for deres infanteri, som (usædvanligt for de germanske stammer) havde jernværktøj og proviant med sig. Deres naboer i nord var Usipi- og Tencteristammerne.
Chatterne blev til sidst en gren af det langt større naboland Franken og blev indlemmet i riget under merovingerkongen Klodevig 1., sandsynligvis sammen med de ripuariske frankere i begyndelsen af det 6. århundrede.